# S.U.R. Somos una Rebelión
Banda formada por Gustavo Zavala — bajista de Tren Loco (1990), ex Apocalipsis (1984), ex La Bestia (2011) — en el año 2016, es un proyecto paralelo a Tren Loco. El grupo está conformado como un Power Trío, con un estilo Rock de los 80, reviviendo la actitud y el sonido de aquella época.

## Historia
Este proyecto surgió de la necesidad de Gustavo Zavala de editar canciones que compuso y que no tendrían lugar en un disco de Tren Loco (1990), por el estilo abordado, «más rockero pesado que metalero(Sic)».
 
Sin éxito, buscarían cantantes para la nueva formación, y si bien audicionaron a varios, estos tendrían un estilo semejante al de Carlos Cabral, cantante de Tren Loco. Es así que Zavala vuelve a las raíces, él sería el cantante tal como lo hiciera en sus primeros proyectos. Allá por el 77 formó parte de la agrupación A.R:G:O:S: y posteriormente armó su propia banda, Via Libre. Luego ingresó a un grupo del barrio de Grand Bourg llamado Venus, para luego formar Vhunus, tomando el nombre a partir de una deformación del anterior. Luego vendría Apocalipsis en 1984, que se disuelve en 1989, dando el inicio a Tren Loco en 1990.

Tomarían como logo de la banda un mapa de Latinoamérica con una cabeza de Yaguareté, un felino en peligro de extinción.

### S.U.R.
En el 2016 graban y editan su primer CD, en los estudios Yugular Récords (ARG), siendo publicado en noviembre del mismo año y distribuido por Icarus Music (ARG). La placa consta de 18 tracks, siendo Warner Chapell el sello editorial de la totalidad de las canciones.

### Paredón... ¿y después?
Se especula con la aparición del segundo Álbum a fines del 2017. El 23 de noviembre del 2017, Zavala publica su libro "Bajo Cero - De Grand Bourg a Tokio".

## Miembros

### Última formación conocida
- Gustavo Noe Zavala - Bajo, voz (Apocalipsis, Tren Loco)
- Adrian Subotowsky - Guitarra
- Alejandro Fekete - Batería

### Miembros anteriores
- "Parka" - Batería
- Diego Montenegro - Guitarra, voz

### Músicos invitados
- Claudio Marciello/ "Tano" - Guitarra (Almafuerte)
- Cristian Gauna/ "Zombie" - Guitarra (Tren Loco)
- Pablo Soler - Guitarra (Tren Loco)
- Marcelo Roascio - Guitarra
- Horacio Giménez - Voz (Apocalipsis)
- Eduardo Augusto - Violín
- Marius Avalorius - Guitarra

## Discografía
- 2016 - S.U.R. Somos Una Rebelión
- 2018 - Paredón... ¿y después?